# Неёлов, Борис (футболист)
Борис Неёлов (эст. Boriss Nejolov; 17 марта 1974, Нарва) — эстонский футболист, нападающий.

## Биография
Большую часть карьеры провёл в клубе «Нарва-Транс» в высшем дивизионе Эстонии. Дебютировал на высшем уровне в первом сезоне чемпионата страны после распада СССР, сыграв 2 матча весной 1992 года. С сезона 1993/94 стал более часто играть за «Транс», в том же сезоне стал финалистом Кубка Эстонии, а в сезоне 1994/95 — бронзовым призёром чемпионата страны. В сезоне 1995/96 стал лучшим бомбардиром своего клуба (8 голов). Обладатель Кубка Эстонии 2000/01, в финальном матче не играл. Всего за десять лет в основном составе нарвского клуба сыграл 156 матчей и забил 38 голов в высшей лиге. Участник матчей Кубка Интертото.
На старте сезона 1999 года и во второй половине 2001 года выступал за клубы первой лиги — «Лоотус» (Кохтла-Ярве) и «Калев» (Силламяэ). В конце карьеры играл во второй лиге за дубль «Транса». В 28-летнем возрасте завершил спортивную карьеру.

## Достижения
- Бронзовый призёр чемпионата Эстонии: 1994/95
- Обладатель Кубка Эстонии: 2000/01
- Финалист Кубка Эстонии: 1993/94